# Thomas Hodges
Thomas Hodges (Melbourne, 4 juli 1994) is een Australische volleybal- en beachvolleybalspeler. Met Zachery Schubert werd hij in die laatste discipline eenmaal Aziatisch kampioen en nam hij een keer deel aan de Olympische Spelen.

## Biografie

### Jeugd
Hodges groeide op in Melbourne in de Australische deelstaat Victoria. Hij begon op school met zaalvolleybal en deed daarnaast aan atletiek, zwemmen, veldlopen en wielrennen. Beachvolleybal pakte hij later op.

### Zaalcarrière
Hodges volleybalde voor het universiteitsteam van de Universiteit van Melbourne en won in 2010, 2011 en 2012 het landskampioenschap. Van 2014 tot 2017 volleybalde en studeerde hij in de Verenigde Staten: eerst een jaar voor de University of the Pacific en vervolgens drie jaar voor UC Irvine. Later speelde hij in clubverband in Italië en Duitsland. Hodges debuteerde in 2014 in de nationale volleybalploeg en speelde meer dan 75 wedstrijden voor Australië. Met de Australische ploeg deed hij in 2018 mee aan het wereldkampioenschap en de Volleyball Nations League.

### Beachcarrière
Hodges won met Malachi Murch in 2013 brons bij de Aziatische kampioenschappen onder 21. Datzelfde jaar nam hij deel aan de WK onder 21 en onder 23. Hij speelde in 2018 twee internationale wedstrijden, waarna hij in 2021 een team vormde met Paul Burnett. Het duo was actief in de Australische beachvolleybalcompetitie en stond reserve voor het olympisch kwalificatietoernooi voor Tokio dat door Australië gewonnen werd. Na een schouderoperatie trainde Hodges tijdens zijn revalidatie met Zachery Schubert, die op dat moment ook aan het herstellen was van een blessure. Dit vormde de basis voor de latere samenwerking. Hodges vormt sinds mei 2022 namelijk een team met Schubert, nadat hij in het voorseizoen met Maximilian Guehrer speelde. Hodges en Schubert namen dat jaar deel aan negen toernooien in de Beach Pro Tour. Bij drie Future-toernooien behaalden ze een tweede plaats in Cervia en een derde plaats in Ljubljana. Bij vijf Challenge-toernooien bereikten ze driemaal de kwartfinale en bij het Elite16-toernooi van Torquay wonnen ze het zilver achter de Fransmannen Youssef Krou en Arnaud Gauthier-Rat. In Roi Et eindigden Hodges en Schubert als vijfde bij de Aziatische kampioenschappen, nadat ze in de kwartfinale werden uitgeschakeld door Cherif Younousse en Ahmed Tijan uit Qatar.
Het seizoen daarop deden ze mee aan dertien toernooien in de World Tour. In Jūrmala behaalden ze in juni hun eerste toernooizege in de mondiale competitie door het Braziliaanse tweetal André Loyola en George Wanderley in de finale te verslaan. Een week later wonnen ze in Fuzhou de Aziatische titel ten koste van hun landgenoten Christopher McHugh en Paul Burnett. Bij de Challenge-toernooien van Haikou (derde) en Nuvali (tweede) eindigden ze eveneens op het podium en in La Paz en Goa bereikten ze de kwartfinale. In Tlaxcala deden Hodges en Schubert voor het eerst mee aan de wereldkampioenschappen. Het duo werd in de achtste finale uitgeschakeld door de Amerikanen Theodore Brunner en Trevor Crabb. In 2024 kwamen ze bij tien toernooien in de mondiale competitie in actie en behaalden daarbij een tweede (Haikou), een vierde (Chennai) en twee vijfde plaatsen (Xiamen en Espinho). Het duo plaatste zich via de olympische ranglijst voor de Olympische Spelen in Parijs. Daar strandden ze in de tussenronde tegen het Amerikaanse tweetal Chase Budinger en Miles Evans. Bij de AK in Santa Rosa eindigden Hodges en Schubert als vijfde, nadat ze de kwartfinale verloren van Wu Jiaxin en Ha Likejiang.

## Palmares
Kampioenschappen beach
- 2013:  AK U21
- 2023:  AK
- 2023: 9e WK

Beach Pro Tour
- 2022:  Cervia Future
- 2022:  Ljubljana Future
- 2022:  Elite16 Torquay
- 2023:  Jūrmala Challenge
- 2023:  Haikou Challenge
- 2023:  Nuvali Challenge
- 2024:  Haikou Challenge